# Maschalandra euphema
Maschalandra euphema är en fjärilsart som beskrevs av Edward Meyrick 1937. Maschalandra euphema ingår i släktet Maschalandra och familjen mott. Inga underarter finns listade i Catalogue of Life.